# Amiens
Amiens je grad u Francuskoj, glavni grad regije Pikardije i departmana Soma. Prema popisu iz 2007. u gradu živi 134.737 stanovnika.
Kroz Amiens teče plovna rijeka Somme. 

## Povijest
Paleolitska akeulejska kultura je dobila ime po svom prvom nalazištu Sent Akeulu u predgrađu Amiensa. U doba Rimskog Carstva grad se zvao Samarobriva (Samarobriva), i bio je glavno naselje galskog plemena Ambijani. Po predaji se vjeruje da je Sveti Martin od Toursa pred ulazom u Amiens podijelio svoj ogrtač s golim prosjakom (Isusom Kristom). 
Kasnije, Amens postaje glavni grad Pikardije.
Gotička Katedrala u Amiensu iz 13. stoljeća nalazi se na UNESCO-ovim popisu svjetske kulturne baštine. Najviša je od velikih srednjovekovnih gotičkih katedrala. Požar je uništio raniju građevinu, a sadašnja je izgrađena od 1220. – 1247. U povijesti umjetnosti, ova katedrala je poznata po ljepoti dekorativne fasade.

## Vanjske poveznice
- Kuća Jules Vernea u Amiensu
- Webstranica grada